# Ґралево (Великопольське воєводство)
Ґралево (пол. Gralewo, нім. Grolewo) — село в Польщі, у гміні Мендзихуд Мендзиходського повіту Великопольського воєводства.
Населення — 123 особи (2011).
У 1975-1998 роках село належало до Гожовського воєводства.

## Демографія
Демографічна структура станом на 31 березня 2011 року:
|          | Загалом | Допрацездатний вік | Працездатний вік | Постпрацездатний вік |
| -------- | ------- | ------------------ | ---------------- | -------------------- |
| Чоловіки | 66      | 14                 | 46               | 6                    |
| Жінки    | 57      | 14                 | 35               | 8                    |
| Разом    | 123     | 28                 | 81               | 14                   |